# Maurice Quénet
Maurice Quénet, né le 5 août 1942 à La Guérinière (Vendée), est un historien du droit français.

## Biographie
Maurice Quénet avait épousé Brigitte Alliot (1944-1993) le 1er juillet 1967, décédée en 1993. Ils ont une fille et deux fils.
Maurice Quénet fait ses études supérieures à Rennes, où il obtient la licence en droit en 1965, puis les diplômes d'études supérieures de droit public et d'histoire du droit en 1966 et 1967.

### Carrière universitaire
Il devient en 1967-1968 assistant à l'université de Nantes, il y obtient la licence ès lettres en 1968 puis le doctorat en droit (Le Général du commerce de Nantes : Essai sur les institutions corporatives coutumières des négociants au XVIIIe siècle) en 1973.
Il suit durant un an la préparation au concours d'entrée de l'ENA au centre de formation professionnelle et de perfectionnement du ministère des Finances puis devient en 1975 maître de conférences des sciences juridiques, politiques, économiques et de gestion à l'université de Caen à la suite de son succès au concours d'agrégation en histoire du droit et droit romain. Il obtient le titre de professeur sans chaire en 1977 puis est nommé professeur titulaire en 1978. Il est ensuite professeur des universités de 1re classe à la faculté de droit et de science politique de l’université de Rennes-I, directeur général de l'enseignement des écoles de Saint-Cyr-Coëtquidan de 1983 à 1986 puis recteur de l'académie de Nantes de 1986 à 1990 avant de revenir enseigner à Rennes puis obtenir sa mutation à l'université Paris-II en 1994. Il est recteur de l'académie de Créteil de 1996 à 1998 puis de celle de Nice de 1998 à 2000. Conseiller au cabinet du ministre délégué à l'Enseignement scolaire en 2002, il devient ensuite recteur de l'académie de Paris, de décembre 2002 à décembre 2008.
Depuis mars 2008, il fait partie de la commission présidée par Hugues Gall et chargée par Christine Albanel, ministre de la Culture, de pourvoir le poste de directeur de la villa Médicis à Rome.
Le 27 août 2008, alors que Maurice Quénet est encore en fonction, l'ancien député UMP Christian Philip s'est déclaré candidat au poste de recteur de l'académie de Paris.
Le 5 décembre 2008, il est nommé conseiller d'État en service extraordinaire et remplacé à l'académie de Paris par Patrick Gérard.
En 2019, il est élu correspond de l'Académie des sciences morales et politiques.

## Prises de positions
Le 8 avril 2011, il remet au Premier ministre un rapport sur l'administration des archives de l'État qui ne suscite aucun débat dans les milieux concernés.

### Au Club de l'horloge
D'après le Canard enchaîné du 10 septembre 2008, il appartenait au Club de l'horloge en 1975 .

### Durant sa carrière
Au cours de  ses fonctions de recteur de l'académie de Nantes, il a décidé la désaffectation de l'école normale d'institutrices de la Vendée à La Roche-sur-Yon, à la demande de Philippe de Villiers, alors président du conseil général de la Vendée, afin d'y installer une annexe de la faculté catholique d'Angers devenue depuis l'Institut catholique d'études supérieures.
Le 13 juillet 2011, Maurice Quénet est condamné à une amende de 300 € par la Cour de discipline budgétaire et financière pour avoir, en tant que recteur de l'académie de Paris, mis à la disposition d'organismes extérieurs au ministère de l'Éducation nationale de façon irrégulière des inspecteurs de l'académie de Paris,.

## Distinctions
- 2e prix de thèse de l'Association des historiens des facultés de droit 1975[7].
- Commandeur de la Légion d'honneur Il est fait chevalier le 13 juillet 1994[8], promu officier le 11 juillet 2003[9], puis commandeur le 10 avril 2009[10].
- Commandeur de l'ordre national du Mérite Il est officier du 20 mars 2001, puis est promu commandeur le 14 novembre 2006[11].
- Commandeur de l'ordre des Palmes académiques Il est nommé ex officio au grade de commandeur lors de sa nomination en tant que recteur de l'Académie de Créteil.